# 이제영
이제영(李濟永, 1960년 1월 20일 ~ )은 대한민국의 제10대 경기도의원, 제7대 경기도 성남시의원이다.

## 학력
- 낙생국민학교 졸업
- 낙생중학교 졸업
- 성일고등학교 졸업
- 서울산업대학교 경영학과 졸업

### 비학위 수료
- 경원대학교 사회정책대학원 행정학 석사 졸업
- 가천대학교 행정대학원 석사 졸업

## 경력
- 성남시청 장애인복지과장
- 중원구 행정지원과장
- 수정구 환경위생과장
- 분당구 수내3동 동장
- 분당구 백현동 동장
- 분당구 구미동 동장
- 성일고등학교 장학위원장
- 장안초등학교 운영위원장
- 성남시테니스협회 자문위원
- 낙원새마을금고 선거관리위원
- 미래통합당 경기도당 청년위원회 고문
- 2014.07 ~ 2018.06 제7대 경기도 성남시의회 의원
  - 2014.07 ~ 2016.07 제7대 경기도 성남시의회 전반기 예산결산특별위원회 간사
  - 2014.07 ~ 2016.07 제7대 경기도 성남시의회 전반기 문화복지위원회 위원
  - 2016.07 ~ 2018.06 제7대 경기도 성남시의회 후반기 행정교육체육위원회 위원
  - 2016.07 ~ 2018.06 제7대 경기도 성남시의회 후반기 의회운영위원회 위원
- 2020.04 ~ 2022.06 제10대 경기도의회 의원
  - 2020.04 ~ 2020.07 제10대 경기도의회 전반기 제1교육위원회 위원
  - 2020.07 ~ 2022.06 제10대 경기도의회 후반기 기획재정위원회 위원
  - 경기도의회 경기도의회 남북교류 추진 특별위원회 위원
- 2022.07 ~ 제11대 경기도의회 의원
  - 제11대 경기도의회 전반기 보건복지위원회 위원
  - 제11대 경기도의회 전반기 예산결산특별위원회 위원
- 2023.08 국민의힘 경기도당 정책개발본부 국민소통위원장
- 국민의힘 경기도당 정책개발본부 국민소통위원장

## 수상
- 녹조근정훈장
- 내무부장관 표창
- 문화관광부장관 표창

## 역대 선거 결과
|  | 33.04% |

|  | 10.11% |

|  | 49.53% |

|  | 62.43% |